# Rogosj
Rogosj (Bulgaars: Рогош) is een dorp in Bulgarije. Het dorp is gelegen in de gemeente Maritsa, oblast Plovdiv. Het dorp ligt hemelsbreed ongeveer 10 km ten noordoosten van Plovdiv en 138 km ten zuidoosten van de hoofdstad Sofia.

## Bevolking
Op 31 december 2019 woonden er 3.012 personen in het dorp Rogosj. De grootste bevolkingsgroep vormden de etnische Bulgaren, maar er woont ook een grote groep Roma en een kleine aantal Turken.
|  |

| Etnische samenstelling van de respondenten (2011) | Etnische samenstelling van de respondenten (2011) | Etnische samenstelling van de respondenten (2011) | Etnische samenstelling van de respondenten (2011) | Etnische samenstelling van de respondenten (2011) |
| ------------------------------------------------- | ------------------------------------------------- | ------------------------------------------------- | ------------------------------------------------- | ------------------------------------------------- |
|                                                   |                                                   |                                                   |                                                   |                                                   |
| Bulgaren                                          | Bulgaren                                          |                                                   | 86,0%                                             | 86,0%                                             |
| Turken                                            | Turken                                            |                                                   | 0,7%                                              | 0,7%                                              |
| Roma                                              | Roma                                              |                                                   | 12,9%                                             | 12,9%                                             |
| Anders/Onbekend                                   | Anders/Onbekend                                   |                                                   | 0,4%                                              | 0,4%                                              |

Van de 3.133 inwoners in februari 2011 werden geteld, waren er 513 jonger dan 15 jaar oud (16,5%), gevolgd door 2.044 personen tussen de 15-64 jaar oud (65,7%) en 556 personen van 65 jaar of ouder (17,9%).